# ラド・インターナショナルカレッジ日本校
ラド・インターナショナルカレッジ日本校（ラド・インターナショナルカレッジにほんこう）は、1989年から2007年まで日本に存在した英会話学校。
上智大学の名誉博士でもあるロバート・ラドが1977年にアメリカに設置した LADO International College の日本校で、民間語学教育事業者協議会 (AJLA) に加盟していた。廃校時点では新宿、銀座、大阪（梅田）、名古屋（名駅）の4か所に教室があり、約4,000人の受講生を擁していた。
日本校の運営者はラド・インターナショナル株式会社で、1983年12月の会社設立以来長らく日本アイ・エム・ディー株式会社と名乗っていた。
廃校後、受講生たちへの救済措置として他のAJLA加盟校が無料で代替授業を行った。

## 沿革
脚注の無いデータは、日本校公式サイトにあった「会社概要」からの参考。
- 1983年12月10日 - 会社設立。
- 1989年1月 - 新宿に日本校を開校。
- 1994年3月 - 大阪校を開校。
- 2002年2月 - 名古屋校を開校。
- 2003年1月 - 銀座校を開校。
- 2007年4月5日 - 運営会社のラド・インターナショナルが東京地方裁判所に自己破産を申請[1]。